# Áyios Yeóryios Domokoú
Áyios Yeóryios Domokoú (Agios Georgios Domokou) är en ort i Grekland.   Den ligger i prefekturen Fthiotis och regionen Grekiska fastlandet, i den centrala delen av landet, 170 km nordväst om huvudstaden Aten. Áyios Yeóryios Domokoú ligger 540 meter över havet och antalet invånare är 353.
Terrängen runt Áyios Yeóryios Domokoú är kuperad söderut, men norrut är den platt. Runt Áyios Yeóryios Domokoú är det ganska tätbefolkat, med 155 invånare per kvadratkilometer. Närmaste större samhälle är Lamia, 16,8 km sydost om Áyios Yeóryios Domokoú. == Kommentarer ==
1. ↑  Framräknat ur variansen i alla höjduppgifter (DEM 3") från Viewfinder Panoramas, inom 10 km radie.[2] Mer om algoritmen finns här: Användare:Lsjbot/Algoritmer.